# Jean-Louis Fousseret

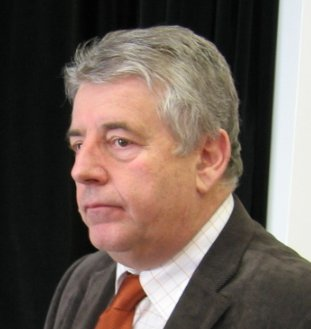
Jean-Louis Fousseret

Jean-Louis Fousseret (Besanzón, 23 de diciembre de 1946) es un político francés de La República en Marcha (LaREM). Es alcalde de Besanzón desde 2001, reelegido en 2008 y 2014.